# Boy (альбом)
Boy (рус. «Мальчик») — дебютный альбом ирландской рок-группы U2, выпущенный 20 октября 1980 года и спродюсированный Стивом Лиллиуайтом. Главная тема всех песен на альбоме — проблемы подростков, их мысли и разочарования. Диск включает первый британский хит U2 — «I Will Follow». После релиза группа отправилась в первое турне по Европе и США.

## История создания
Первоначально продюсером альбома должен был стать продюсер Joy Division, Мартин Хэннет (который уже продюсировал сингл U2 «11 O'Clock Tick Tock»), но он был опустошён после самоубийства лидера Joy Division — Йена Кёртиса. «Boy» был записан в дублинской студии Windmill Lane при помощи Стива Лиллиуайта. Первая успешная работа Лиллиуайта — дебютный сингл 1978 года группы Siouxsie and the Banshees, "Hong Kong Garden', выделяющийся характерным использованием металлофона, на котором играл Лиллиуайт. U2, которые слушали Siouxsie and the Banshees, использовали навыки Стива во время части с металлофоном в «I Will Follow».
Некоторые песни, включая «An Cat Dubh» и «The Ocean» были написаны и записаны прямо в студии. Из 40 композиций группы на тот период было отобрано много песен, включая «Stories for Boys», «Out of Control» и «Twilight». Эдж записывал все песни при помощи электрогитары Gibson Explorer.
Большая часть лирики альбома сосредоточена на подростковых мыслях и переживаниях. Некоторые песни, включая «I Will Follow», косвенно относятся к смерти матери Боно, когда ему было 14 лет. «I Will Follow» также воспринимается как религиозная песня, что подтверждает христианский настрой группы, хотя это факт не был подтверждён до 2007 года в интервью для журнала NME. Альбом также содержит подтекст на тематику секса.
Финальная песня альбома «Shadows and Tall Trees» имеет отсылку к роману Уильяма Голдинга «Повелитель мух»; название песни повторяет название одной из глав романа.

## Выпуск альбома
«Boy» был выпущен 20 октября 1980 года.
На обложке альбома изображён Питер Роуэн (брат друга Боно, Гуджи). Питер также появлялся на обложке EP «Three», альбомов «War», «The Best of 1980–1990» и на сборнике Early Demos. Фотограф Хьюго МакГинесс и дизайнер обложки Стив Аверилл (друг Адама Клейтона) работали и с другими альбомами U2. Для выпуска в США и Канаде обложка была изменена из-за опасений звукозаписывающей компании о том, что группу будут обвинять в педофилии. Фотографом обложки североамериканского издания альбома стал Сэнди Портер. Несмотря на это, фото Питера было помещено на внутреннем вкладыше пластинки североамериканского издания. В 2008 году на обложку американского переизданного альбома было помещено изображение Роуэна.
Переиздание альбома 2008 года включало в себя заново обработанные песни, а также неизданные ранее песни и песни со сторон «Б». Доступны три разных вида переиздания.

### Синглы
«A Day Without Me» и «I Will Follow» были выпущены как синглы. «I Will Follow» достиг 20-й позиции в хит-параде Hot Mainstream Rock Tracks, стал хитом на студенческом радио и создал шумиху, способствующую успешному дебюту группы. Выпуску альбома предшествовал EP «Three», вышедший годом ранее.

## Отзывы критики
Самая высокая позиция альбома в Billboard 200 — 63-я, но после успеха позднего материала U2 альбом вновь вошёл в американские чарты. В Великобритании альбом занял 52-е место. Несмотря на критику живых выступлений группы, Boy продемонстрировал потенциал группы, в частности — харизму Боно, которого критики сравнивали с молодым Родом Стюартом. Сергей Степанов («Афиша Daily») в своём обзоре творчества U2 отметил «безукоризненно увековеченную» на пластинке энергию концертных выступлений молодой группы, описав Boy как «пылкую и местами сырую, но имеющую безошибочные громкость и тон декларацию о намерениях покорить мир».
11 сентября 1995 года Американская ассоциация звукозаписывающих компаний присвоила альбому платиновый статус.

## Список композиций
Музыка — U2, тексты песен — Боно.
Сторона «А»
1. «I Will Follow» — 3:36
2. «Twilight» — 4:22
3. «An Cat Dubh» — 4:46
4. «Into the Heart» — 3:27
5. «Out of Control» — 4:13

Сторона «Б»
1. «Stories for Boys» — 3:02
2. «The Ocean» — 1:34
3. «A Day Without Me» — 3:14
4. «Another Time, Another Place» — 4:34
5. «The Electric Co.» — 4:48
6. «Shadows and Tall Trees» — 4:36

### 2008 Remastered Deluxe Edition
Расширенное издание альбома включает бонусный диск с редкими записями.
1. «I Will Follow» (ранее нереализованный микс) — 3:38
2. «11 O’Clock Tick Tock» — 3:47
3. «Touch» — 3:26
4. «Speed of Life» (ранее нереализованный outtake с сессий «Boy») — 3:19
5. «Saturday Night» (ранняя версия «Fire») — 5:13
6. «Things to Make and Do» — 2:17
7. «Out of Control» — 3:53
8. «Boy/Girl» — 3:23
9. «Stories for Boys» — 2:42
10. «Another Day» — 3:28
11. «Twilight (демо)» — 4:35
12. «Boy-Girl» (концерт в The Marquee, London — 20 сентября, 1980) — 3:26
13. «11 O’Clock Tick Tock» (концерт в The Marquee, Лондон — 20 сентября, 1980)) — 4:59
14. «Cartoon World» (концерт на The National Stadium, Дублин — 26 февраля 1980) — 4:22

## Участники записи
- Боно — вокал;
- Эдж — гитара, клавишные (8), вокал;
- Адам Клейтон — бас-гитара;
- Ларри Маллен-мл. — ударные.

Дизайн и художественное оформление — Steve Avril. Фотография — Iain Finlay.

## Места в чартах
Альбом
- 63-е место (1981) — чарт Billboard Pop Albums (1 млн проданных копий)
- 107-е место (1984) — чарт Billboard 200
- 52-е место — Великобритания (100 тыс. проданных копий)

Сингл «I Will Follow»
- 20-е место — Hot Mainstream Rock Tracks (1981)[16]
- 34-е место — RIANZ (1981)[17]
- 81-е место — Billboard Hot 100 (1984)[16]